# Worms: Revolution
Worms: Revolution è un videogioco strategico a turni d'azione sviluppato da Team17, parte della serie di videogiochi Worms. Il videogioco è stato reso disponibile per PlayStation 3, Windows via Steam e Xbox 360 nell'ottobre 2012.